# Feria de capones, aves de corral y motivos navideños de Valls
La Feria de capones, aves de corral y motivos navideños de Valls es el mercado de Navidad de esta localidad de Cataluña. La ciudad de Valls celebra el fin de semana anterior a la Navidad, tanto el sábado como el domingo, durante la mañana y la tarde, esta feria de aves de corral. Esta clase de ferias tenían lugar alrededor de la fecha del 21 de diciembre, fiesta dedicada a santo Tomás, y todavía sirven por proveerse de aves de corral vivas destinadas a los ágapes de la Navidad. Decía el escritor mallorquín Miquel dels Sants Oliver (1864-1920) que esta feria "es la ventana por donde empiezan a salir los primeros olores de la cocina de Navidad". En Valls la plaza del Blat, kilómetro cero del mundo casteller, acoge las aves de corral vivas -capones, gallos, pavos, pollos, ocas, patos- presentadas dentro de jaulas, junto a los carros que antiguamente conducían los labradores y los criadores al ir a venderlas. También se presentan algunos caballos, burros y mulas, que los estiraban, junto a otro ganado de granja. Una vez adquiridas las aves, la feria ofrece un servicio de matadero homologado que permite recoger la ave muerta y plomada. De manera, paralela la calle de la Cort y la plaza del Pati, epicentros ciudadanos en Valls, acogen figuras de belén, troncos de Navidad, musgo, árboles, plantas, vinos, cavas, miel, dulces de la fiesta y otros productos artesanales. Además, sólo el sábado por la mañana, el mercado de la fruta y de la verdura se extiende desde la plaza del Oli hasta la calle de la Carnisseria y la plaza de las Garrofes, mientras que el mercado de trato y compraventa de caballos y otros equinos ocupa el Portal Nou.